# 57-й отдельный гвардейский танковый полк прорыва
57-й отдельный гвардейский тяжёлый танковый Полтавский Краснознамённый орденов Суворова и Богдана Хмельницкого полк — тяжёлый танковый полк Красной армии в годы Великой Отечественной войны. Назывался «57-й отдельный гвардейский танковый полк прорыва», «57-й отдельный гвардейский тяжёлый танковый полк».

## История
Полк начал формироваться 12 июля 1943 года на основании директивы Генштаба РККА № 39561. 
В октябре 1944 года на укомплектования полка из Ульяновска прибыла танковая колонна «Гвардеец», на средства собранные среди курсантов, вольнонаёмных и л/с 1-го гв. Ульяновского танкового училища им. В. И. Ленина, а её экипажи были укомплектованы лучшими офицерами и курсантами училища, командиром роты тяжелых танков ИС-3 был назначен Герой Советского Союза А. Ф. Зинин.
28 декабря 1944 года он был переформирован в 57-й гвардейский тяжёлый танковый полк.

## Командный состав
- Богунов Александр Николаевич, гвардии майор, с 1944 года гвардии подполковник — командир полка[7][8];
- Вербицкий Иван Никифорович — начальник штаба полка;
- Милосердов Николай Иванович, гвардии майор — заместитель командира полка по строевой части[7].

## Подчинение
- до февраля 1944 года — входил в состав 5 гвардейской армии;
- с августа 1944 до конца войны — в 3-ю гвардейскую танковую армию.

## Боевые операции
Принимал участие в освобождении Львова, при захвате и удержании (отличились В. Луканин, П. Ляхов и И. Василенко) Сандомирского плацдарма, освобождении Польши, спасении окружённой группировки советских войск под Лаубаном, Берлинской операции, марш-броске на Прагу.

## Награды
- Орден Красного Знамени[9] — за образцовое выполнение боевых заданий командования на фронте борьбы с немецкими захватчиками и проявленные при этом доблесть и мужество.
- Орден Суворова III степени[10] — за образцовое выполнение заданий командования в боях с немецкими захватчиками при овладении столицей Германии городом Берлин и проявленные при этом доблесть и мужество.
- Орден Богдана Хмельницкого II степени[11] — За образцовое выполнение заданий командования в боях с немецкими захватчиками, за овладение городом Львов и проявленные при этом доблесть и мужество.